# Burg Monschau
Die Burg Monschau ist eine unter Denkmalschutz stehende Höhenburg in der Stadt Monschau in der südlichen Städteregion Aachen. Sie wurde um 1200 erbaut und erlebte bis zu ihrer Auflösung als Festung und ihrem teilweisen Verfall eine wechselvolle Geschichte. Teile der Burganlage werden heutzutage als Jugendherberge und Altenheim genutzt sowie der Innenhof im Sommer als Veranstaltungsort für Freiluftkonzerte.

## Geschichte
Die Burg ist als „castrum in Munjoje“ erstmals in einer Urkunde des Erzbischofs Engelbert I. von Köln aus dem Jahre 1217 belegt, als die „Herrschaft Monschau“ noch Teil des Herzogtums Limburg war. Eine erste Bauperiode, die im Wesentlichen nur die Oberburg und deren Vorburg umfasste, fand jedoch bereits etwa zwischen 1190 und 1198 unter der Regentschaft von Herzog Walram IV. von Limburg statt. Anlass zur Errichtung einer Burg in Monschau war nach heutigen Erkenntnissen, dass die Herzöge ihre Burg Reichenstein zwischen Monschau und Kalterherberg um 1140 dem Prämonstratenserorden übertragen hatten, weil diese Anlage aus ihrer Sicht nicht den Ansprüchen einer wehrtauglichen Burg genügte; außerdem war die nach heutigen Erkenntnissen in Monschau bereits vorhandene Burg auf der anderen Talseite, der Haller, vom Geländeprofil her nicht ausbaufähig.
Die Herrschaft Monschau, die 1269 mit der heute in der Provinz Limburg/Niederlande gelegenen Herrschaft Valkenburg vereinigt worden war, fiel 1354 an die Markgrafen und späteren Herzöge von Jülich, die die Burg zu einer Festung ausbauten und mit mächtigen Ringmauern und heute rekonstruierten Wehrgängen versahen. Zu den erfolgten Erweiterungsbauten der Burganlage zählen die Unterburg mit dem Eselsturm und die Zugbrücke sowie die Schlosskapelle, die erstmals 1369 als „nuwe Capelle“ urkundlich genannt wurde und rund 300 Jahre lang als erste Kirche des Ortes Monschau fungierte. Dazu zählte aber auch das Haus zum Turm, das noch von den Vorbesitzern der Burg im Jahr 1351 als Dienstwohnung und Wachhaus für den Revierförster und Wachleiter der Burg erbaut worden war, aber bis 1795 im Besitz der Burgherren verblieb und als Lehn verpachtet wurde. Bei all diesen Baumaßnahmen hatten sich die Bauherren offensichtlich finanziell verkalkuliert und die Burg wurde für einige Jahrzehnte an die Herren von Schönforst verpfändet. Urkundlich als Burgherren aus dieser Familie sind erwähnt Reinhard von Schönau († 1376), sein Sohn Johann und zuletzt noch dessen gleichnamiger Sohn Johann von Schönforst († 1433). Schließlich wurde Monschau 1435 endgültig wieder dem Territorium Jülich eingegliedert und die Stadt selbst erhielt 1476 die Stadtrechte.

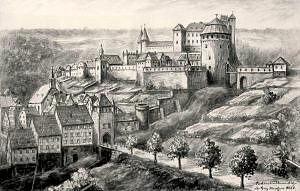
Burg um 1650

Im Jahr 1543 belagerten Truppen Kaiser Karls V. im Rahmen des Dritten Geldrischen Erbfolgekriegs den gesamten Burgkomplex mit schwerem Geschütz, nahmen die beschädigte Burg ein und plünderten sie mitsamt Teilen der Stadt Monschau. Nach dem Abzug der Truppen wurde die Burg Monschau wieder großzügig saniert und mit einem Wachhaus und einem Kommandanturgebäude ergänzt. Erneut in kriegerische Bedrängnis geriet sie im Jahr 1609 im Rahmen des Jülich-Klevischen Erbfolgestreits, als brandenburgische Truppen die Burg besetzten. Bereits 1622 sicherten im Verlauf des Dreißigjährigen Kriegs aber spanische Truppen durch ihre Eroberung Monschaus dem Jülicher Herzog Wolfgang Wilhelm von Pfalz-Neuburg die Übernahme der Herrschaft. Weniger glimpflich verliefen die Angriffe im Rahmen des Pfälzischen Erbfolgekriegs von 1689, bei dem zahlreiche linksrheinische Burgen zerstört wurden und auch die Burg Monschau schwere Schäden davontrug. Im Verlauf der anschließenden Sanierungsarbeiten wurde der Bereich der Unterburg mit Kasernenblocks für die die Besatzung bildende kurpfälzische Invalidenkompanie ausgeweitet.
Während des 17. Jahrhunderts erlebte die Bevölkerung Monschaus durch das aufstrebende Tuchgewerbe großen Wohlstand. Zum Bau der neu entstehenden Bürgerhäuser und Fabriken wurde vermehrt Schiefer benötigt, den die Monschauer in Höhlen unter der Burg abbauten. Diese bis ins 20. Jahrhundert ertragreichen Schieferstollen wurden im Zweiten Weltkrieg von der Bevölkerung als Bunker genutzt.

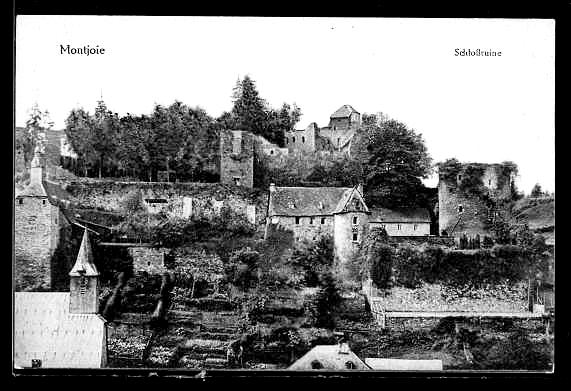
Burg um 1840 mit abgetragenen Dächern und Wildwuchs

Während der französischen Besatzungszeit zwischen 1794 und 1815 wurde die Burg von den neuen Machthabern zu Staatseigentum erklärt und an Privatleute verkauft. Diese ließen in den Jahren 1836 und 1837 vor allem im Bereich der Oberburg die Dächer abtragen, um von der Gebäudesteuer befreit zu werden, wodurch die Burg durch eindringendes Regenwasser zunehmend zur Ruine verkam. Dagegen wurden die vormaligen Kasernenbauten der Unterburg ab 1857 instand gesetzt und zum neuen Maria-Hilf-Hospital umgebaut.
Im Jahr 1900 erwarb die Stadt Monschau die Burganlage und versuchte vorrangig, den weiteren Verfall der Oberburg zu verhindern. Erst 1930 wurde der verfallene Palas nach Plänen des Architekten und Heimatschützers Ernst Stahl wiederaufgebaut und als Erweiterung für die Jugendherberge hergerichtet, die nach dem Ersten Weltkrieg im relativ unbeschädigten Westflügel eröffnet worden war.
Im Jahr 1971 diente die Burganlage ebenso wie der Haller als Verhüllungsprojekt des Künstlerehepaars Christo und Jeanne-Claude. Im Jahr 2000 wurde der Innenhof der Oberburg als Veranstaltungsort, wie beispielsweise für die Monschau-Klassik, ausgestaltet.

## Baucharakteristik
Die Gesamtanlage erstreckt sich über zwei miteinander verbundene Ebenen, auf denen die einzelnen Bauten überwiegend in Bruchsteinbauweise errichtet und im Laufe der Jahrhunderte mehrfach verändert worden sind. Die vorhandenen Gebäudeteile der gesamten Burganlage lassen dabei deutlich erkennen, ob es sich um Rekonstruktionen, Neubauten oder originale Bausubstanzen handelt. Die Burganlage umfasst im Einzelnen:

### Oberburg

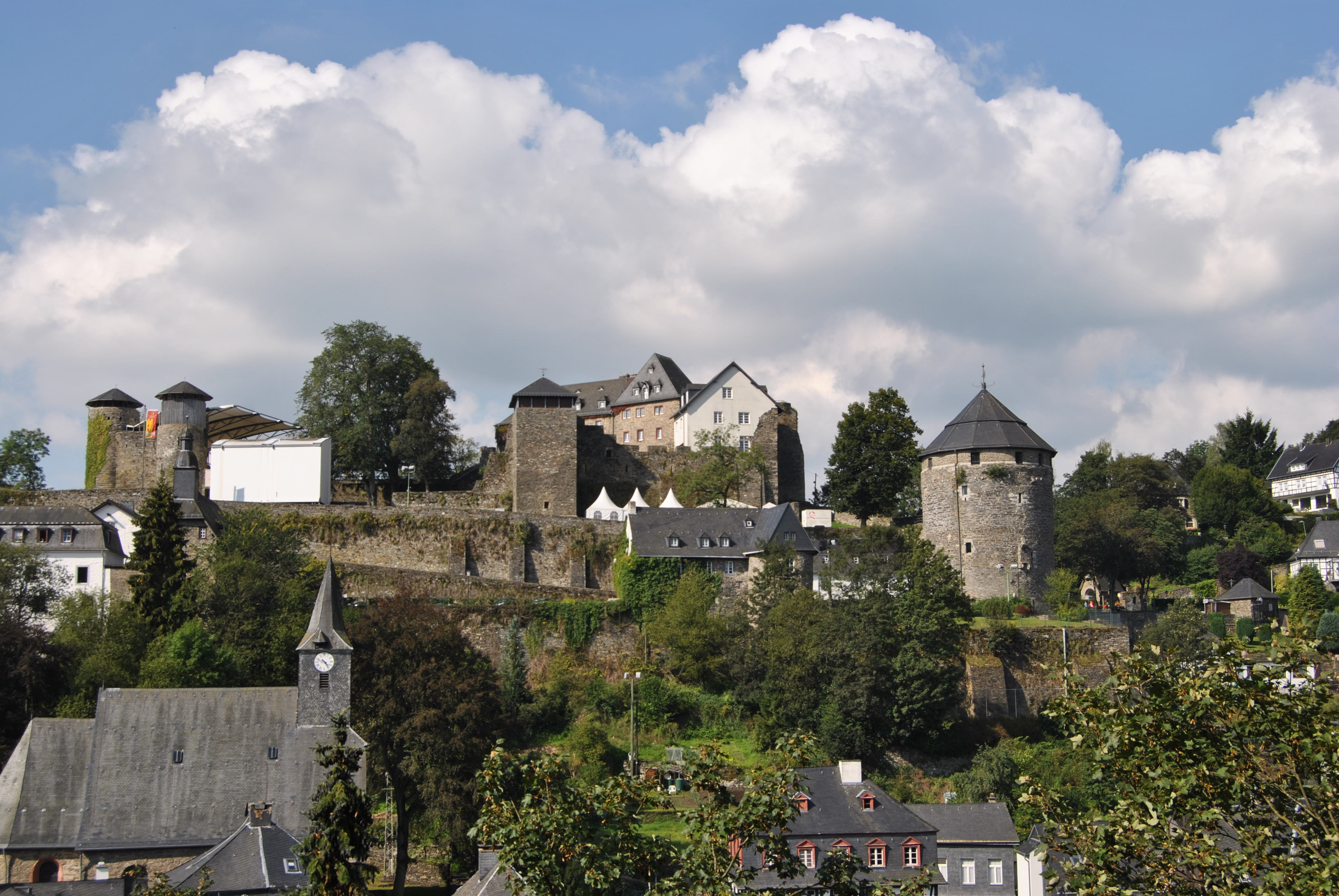
Oberburg mit Vorburg (links) und viereckigem Bergfried, rechts Eselsturm
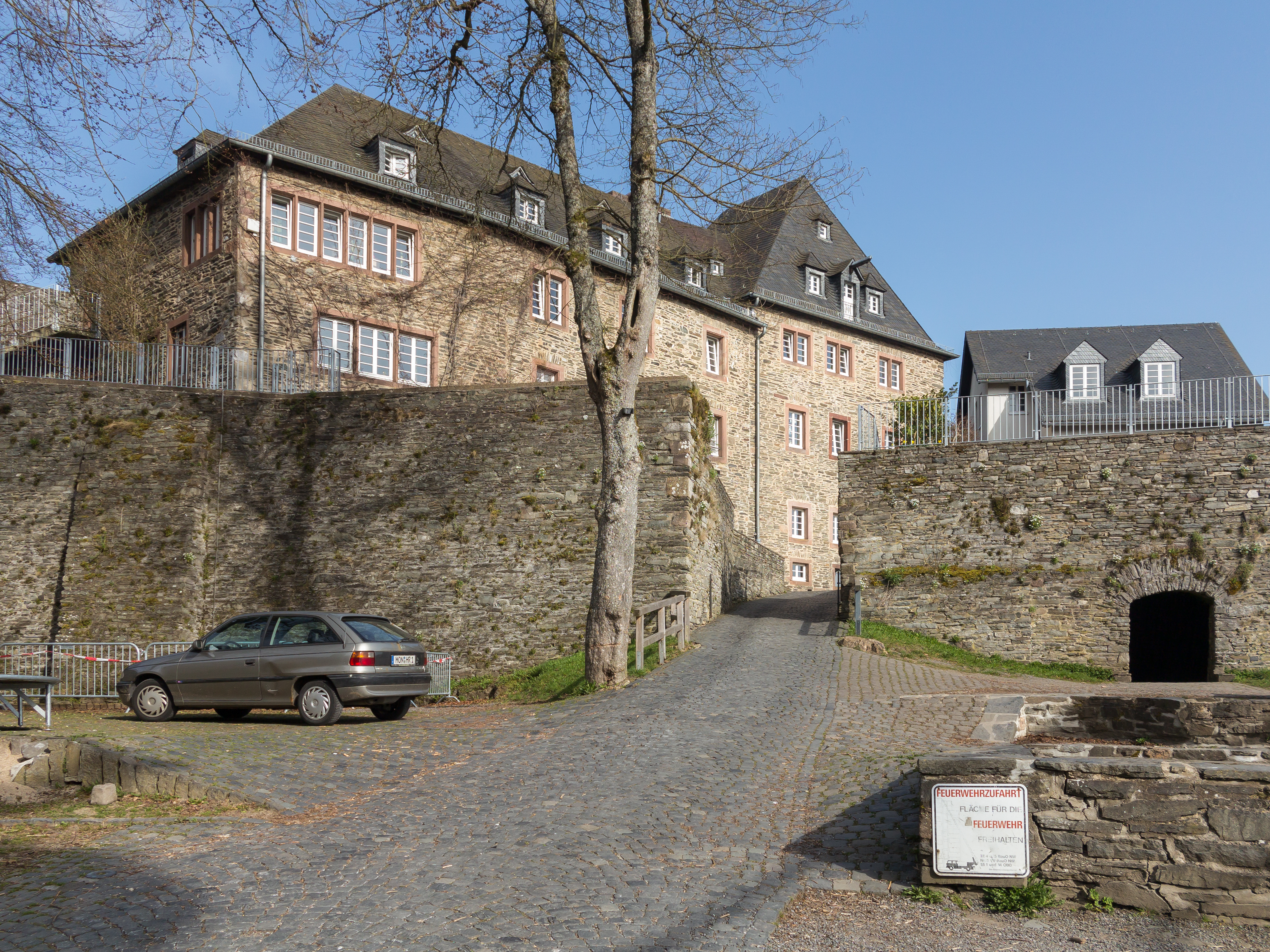
Ehemaliger Palas
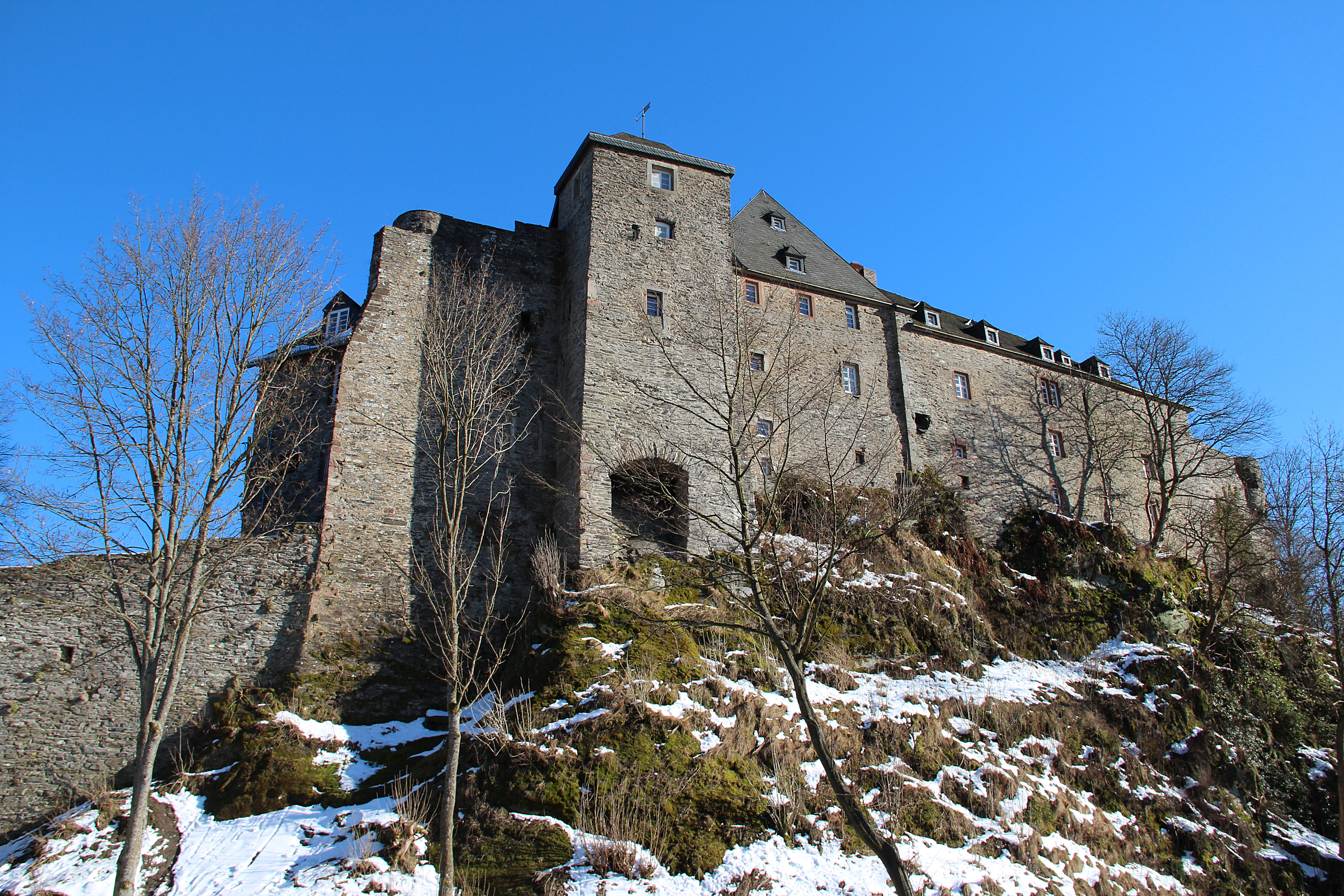
Rückseite Palas mit Vierungsturm

Die Oberburg ist der älteste Teil der Burganlage und belegt den höchsten Punkt des Höhenrückens. Sie gliedert sich in Kern- und Vorburg. Diese sind an ihrer Süd- und Ostflanke von einer im Hang gebauten kräftigen und hohen Stützmauer umgeben, die ihrerseits mit massiven Stützpfeilern gesichert ist. Auf der Umgebungsmauer verläuft eine Zwingeranlage, die mit dem Obergeschoss des später erbauten Eselsturms verbunden ist. Die Nord- und Westseite sind durch steile Hänge und den Halsgraben gesichert. Auf dem Plateau gruppiert sich um einen dreieckigen Innenhof herum der Gebäudekomplex, bestehend aus der südlichen Vorburg, dem westlich liegenden mächtigen Palas, dem an dessen äußerem rechten Eck leicht abgewinkelt stehenden Vierungsturm, auch „langer Turm“ genannt, sowie dem an der Ostmauer angebauten Bergfried. Dieser zeigt sich als quadratischer Turm mit einer Seitenlänge von sieben Metern, dem später ein Zeltdach über dem offenen Wehrgang aufgesetzt wurde.
Im Jahr 1906 wurde die ziemlich marode Kernburg im Auftrag des Provinzialkonservators Paul Clemen von Regierungsbaumeister Ernst Stahl vermessen und begutachtet. Nach dem Ersten Weltkrieg konnte bereits in dem weniger beschädigten Teil des Westflügels eine Jugendherberge eingerichtet werden. Ernst Stahl, mittlerweile selbstständiger Architekt in Düsseldorf, plante schließlich ab 1927 den vollständigen Ausbau der Ruine zur Jugendherberge. Dabei sollten eigentlich sowohl der alte Palas, der lange Turm als auch der Bergfried ausgebaut werden. Aus finanziellen Gründen wurde jedoch nur der Umbau des Palas zur Herberge genehmigt, die 1929 eröffnet werden konnte. Erst in den Jahren 1990/1991 entstand für die Verwaltung der Jugendherberge der weiß getünchte neue Ostbau als rechter Anbau zum Palas. Durch die Nutzung als „Jugendburg“ war der Erhalt der Burg Monschau gesichert.

#### Vorburg

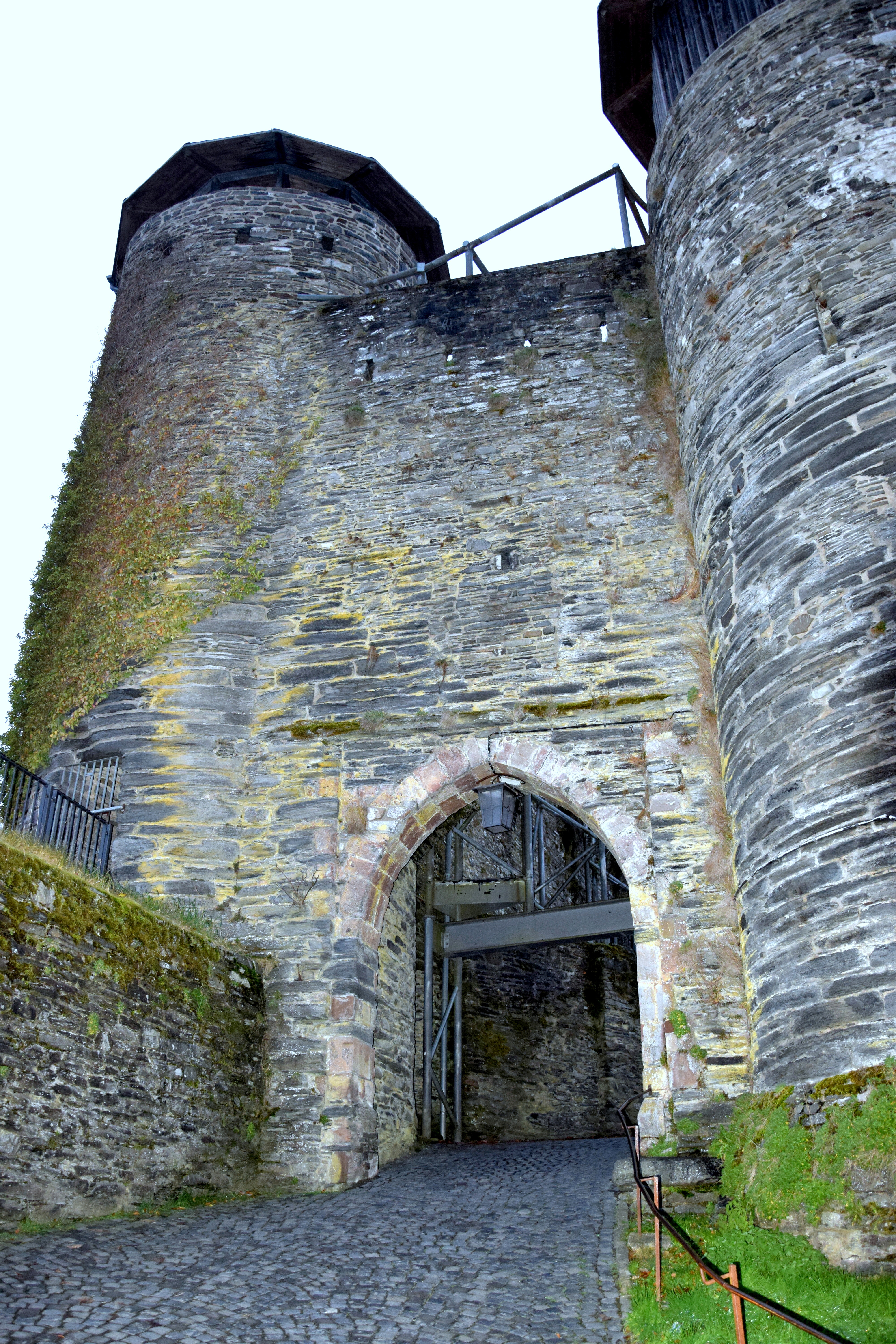
Durchfahrt Vorburg mit Rundtürmen

Die Vorburg und eine vorgelagerte separate Toranlage dienen als kontrollierbarer Eingangsbereich zum Innenhof der Kernburg. Über eine steile Wegerampe entlang der östlichen Außenmauer der Burg wird zunächst die rundbogige Toranlage erreicht, die zur Talseite hin von einem kleineren quadratischen Wehrturm flankiert wird, der heute nur noch als Stumpf vorhanden ist. Innenseitig wurde oberhalb des Tores ein Wehrgang eingebaut, von dem aus die Schießscharten über der Tordurchfahrt genutzt werden konnten. Nach diesem Vortor knickt der Zufahrtsweg zum Burgplateau fast rechtwinklig nach Westen ab und zieht weiter durch die eigentliche Vorburg, die sich als langrechteckiger, innen offener Bau mit einer hohen Ringmauer zeigt, deren Mauerkrone als Wehrgang ausgebaut ist. Eingangsseitig ist eine hohe spitzbogige Tordurchfahrt aus Nideggener Sandstein eingelassen, die links und rechts von zwei höheren Rundtürmen flankiert wird. Diese sind auf ihre vermutete ehemalige Höhe rekonstruiert worden und mit relativ flachen Kappen oberhalb des offenen Wehrgangs bestückt. Ansonsten ist die Vorburg auch wegen der Enge des Raumes vollständig frei von weiteren Gebäuden.
Ausgangs der Vorburg öffnet sich die große Freifläche des Innenhofes, die heute mit ihren teils fest installierten Bühnen- und Tribünenaufbauten vor allem als Aufführungsstätte für die verschiedenen Festspiele auf der Burg Monschau zur Verfügung steht.

### Unterburg

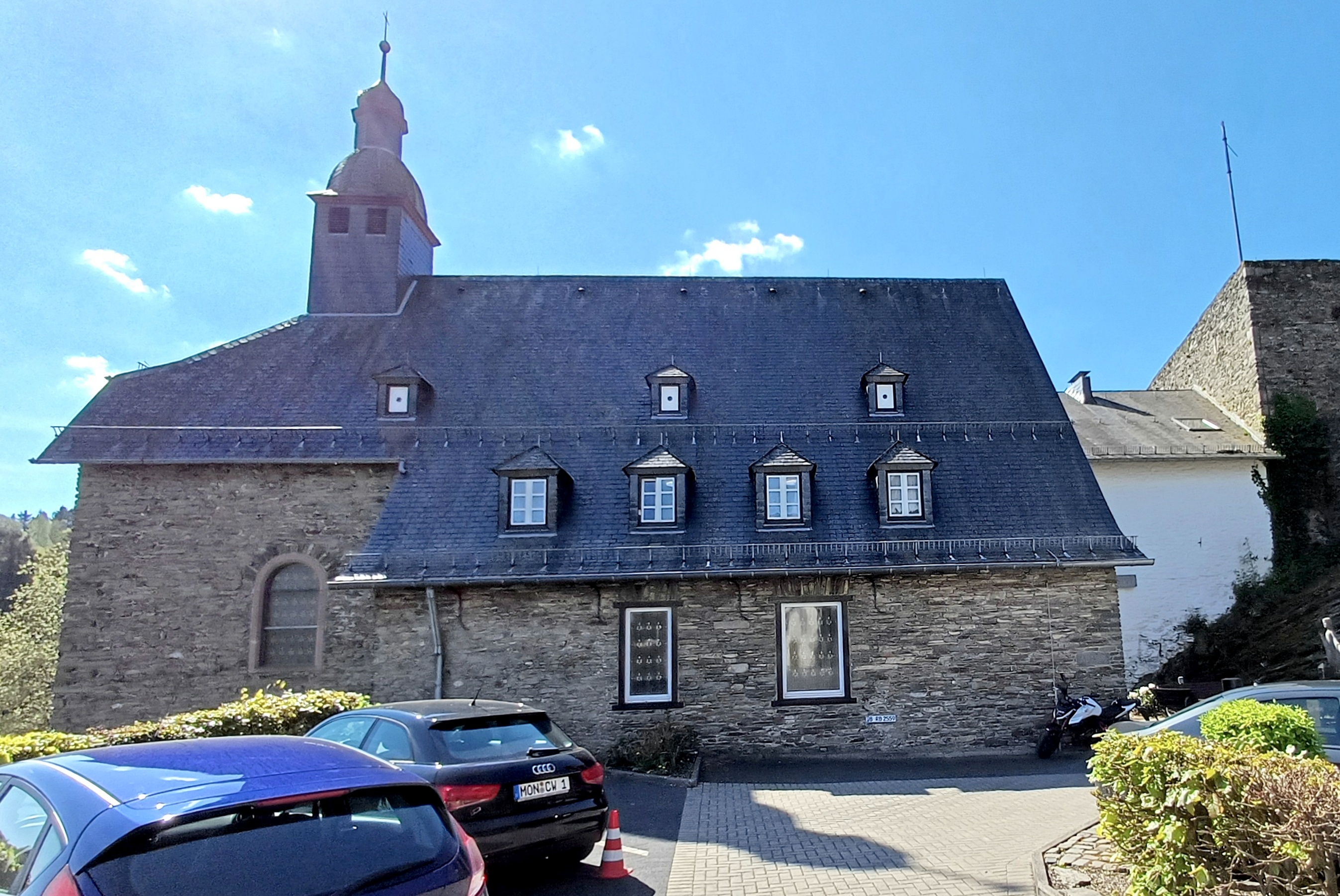
Schlosskapelle

Seit der ersten Erweiterung im Jahr 1354 entstanden in verschiedenen Etappen und Epochen die jeweiligen Gebäude der Unterburg. Dazu wurde zunächst auf Höhe des nördlichen Zugangsweges von der Stadt zur Burg eine weitere, horizontal verlaufende Stützmauer in den Hang gesetzt, die mit der oberen Stützmauer der Oberburg eine größere Fläche für die geplanten Neubauten umgab. Ferner wurde burgseitig der Steinbrücke über dem Halsgraben der neue Eselsturm mit der ersten Tordurchfahrt erbaut, hinter dem sich die Wege einerseits ansteigend über die Vorburg zur Oberburg und andererseits geradlinig zum neuen Bebauungsbereich der Unterburg trennten.
Auf diesem „Neubaugebiet“ entstand zunächst im Jahr 1369 und eingebaut im mittleren Bereich eines vormaligen Wehrturmes die „nuwe Capelle“, die unter das Patrozinium der Heiligen Martin und Josef gestellt wurde. Sie blieb bis 1794 im Besitz der Schlossherren und kam ab 1810 zunächst in Privatbesitz, bevor sie 1917 vom benachbarten Maria-Hilf-Hospital erworben und 1983 zum Kommunikationszentrum für das dortige neue Altenheim konzipiert wurde.
Bei den Erweiterungsmaßnahmen im Jahr 1586 entstand auf der rechten Seite hinter dem Eselsturm, angelehnt an die Wehrmauer der Oberburg, ein schmales, heute verputztes zweigeschossiges vierachsiges Wachhaus aus Bruchsteinen mit Stallungen und Mansarddach. Es war der Sitz für die Burgwächter, die für die Erstkontrolle der täglich pendelnden Besucher zuständig waren. Im gleichen Zeitraum wurde schräg gegenüber das Wohnhaus des Burgkommandanten errichtet. Es war ursprünglich ein mehrachsiger zweigeschossiger Giebelbau mit einer offenen Loggia im Erdgeschoss, dem im 18. Jahrhundert ein zweigeschossiges Langhaus mit Satteldach und integrierten Dachgauben sowie einer Remise im Erdgeschoss rechtwinklig zum alten Kernhaus angebaut wurde.

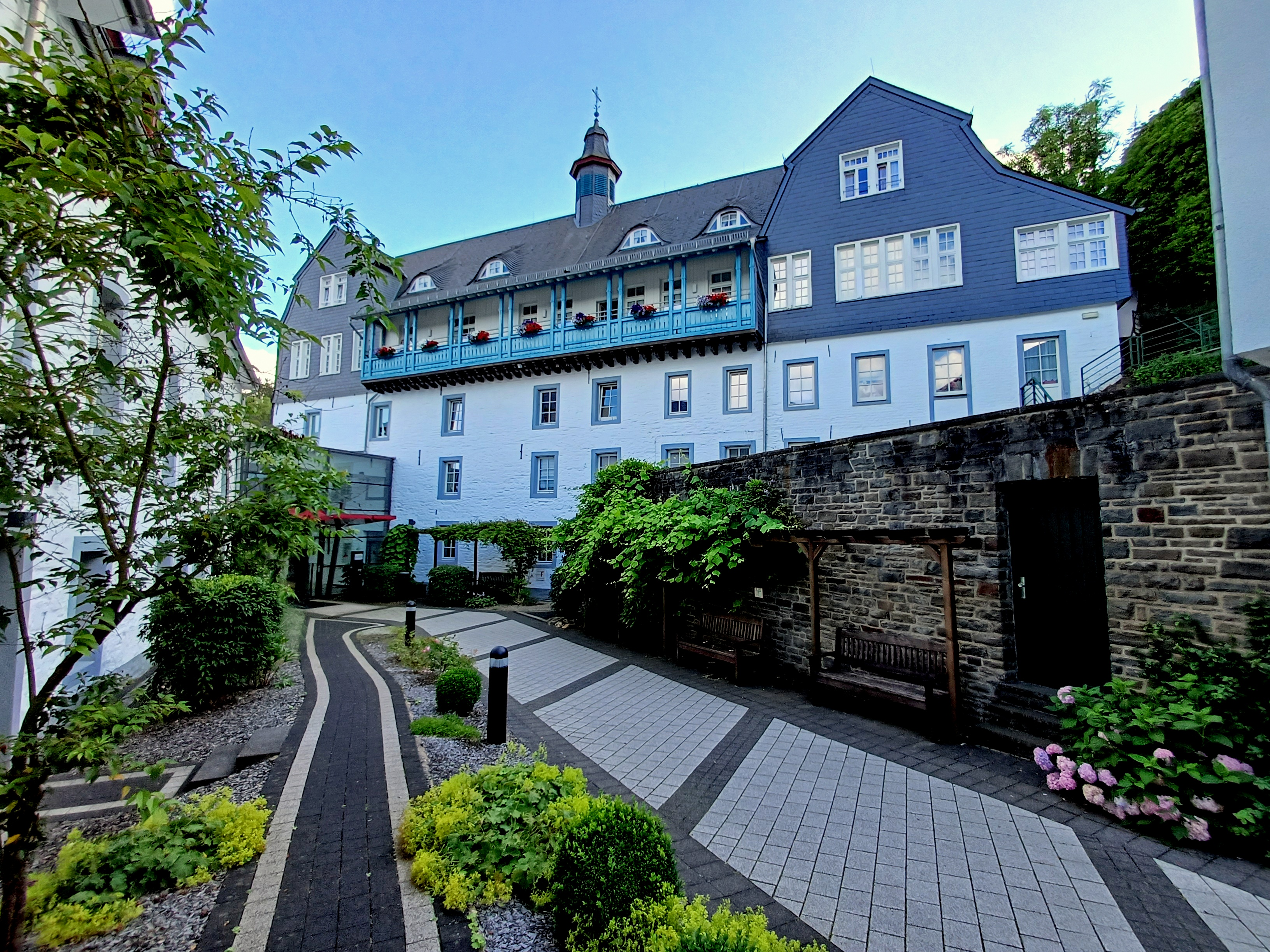
Westlicher Block
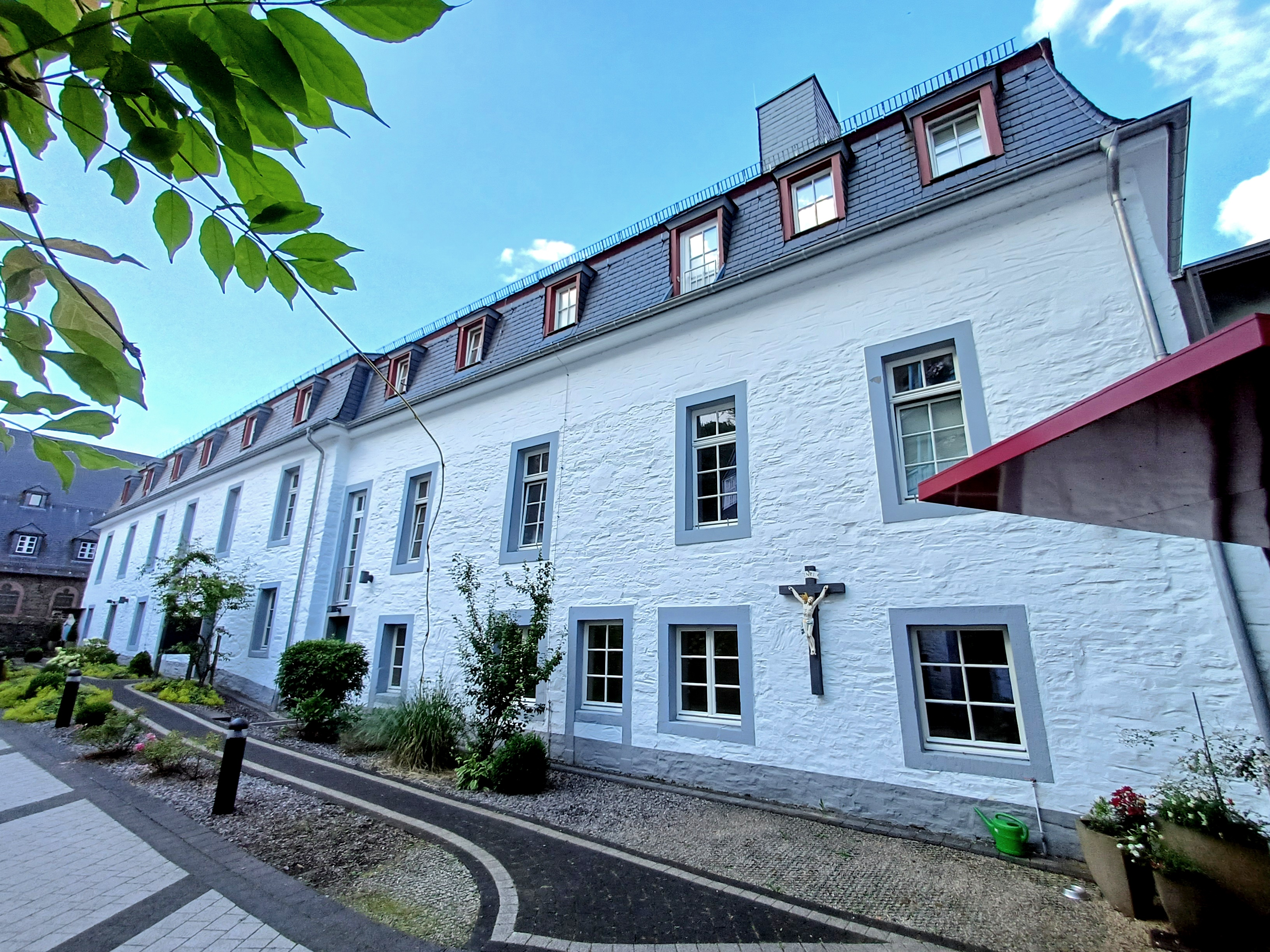
Östlicher Block

Kernstück der Unterburg sind die im 17. Jahrhundert am südlichen Rand des Areals um einen dreieckigen Innenhof herum erbauten beiden Wohnblocks, die als Kasernenunterkunft für die kurpfälzische Invalidenkompanie konzipiert waren. Der südwestlich am Rand der Burgmauer gelegene Block war anfangs ein fünfachsiges dreigeschossiges Gebäude mit Mansarddach, aus dem mittig ein halbrunder Turm mit Schweifhaube hervorragt. Beim Umbau zum neuen „Maria-Hilf-Hospital“ im Jahr 1857 blieb das Haus äußerlich zunächst unverändert und erst nach der städtischen Übernahme im Jahr 1900 wurde es beidseitig des Haupttraktes mit Anbauten um drei giebelständige Achsen nach links und um vier nach rechts verlängert sowie zwischen 1912 und 1914 mit einem weiteren Obergeschoss im Dachbereich ausgestattet.
Der zweite Block zur östlichen Talseite zwischen dem Südblock und der Schlosskapelle zeigt sich als langgestrecktes dreizehnachsiges zweigeschossiges Gebäude, dessen mittlere drei Achsen in Nachempfindung eines Wachturmes talseitig einen halbrunden Vorbau bilden. Im Rahmen der Sanierung von 1970 wurde das Dach als Mansarddach ausgebaut und mit 18 Dachgauben versehen.
Beide Blocks wurden nach der Schließung des „Maria-Hilf-Hospitals“ im Jahr 1970 als Altenheim der nunmehrigen „Maria-Hilf-Stiftung“ umgerüstet.

#### Eselsturm

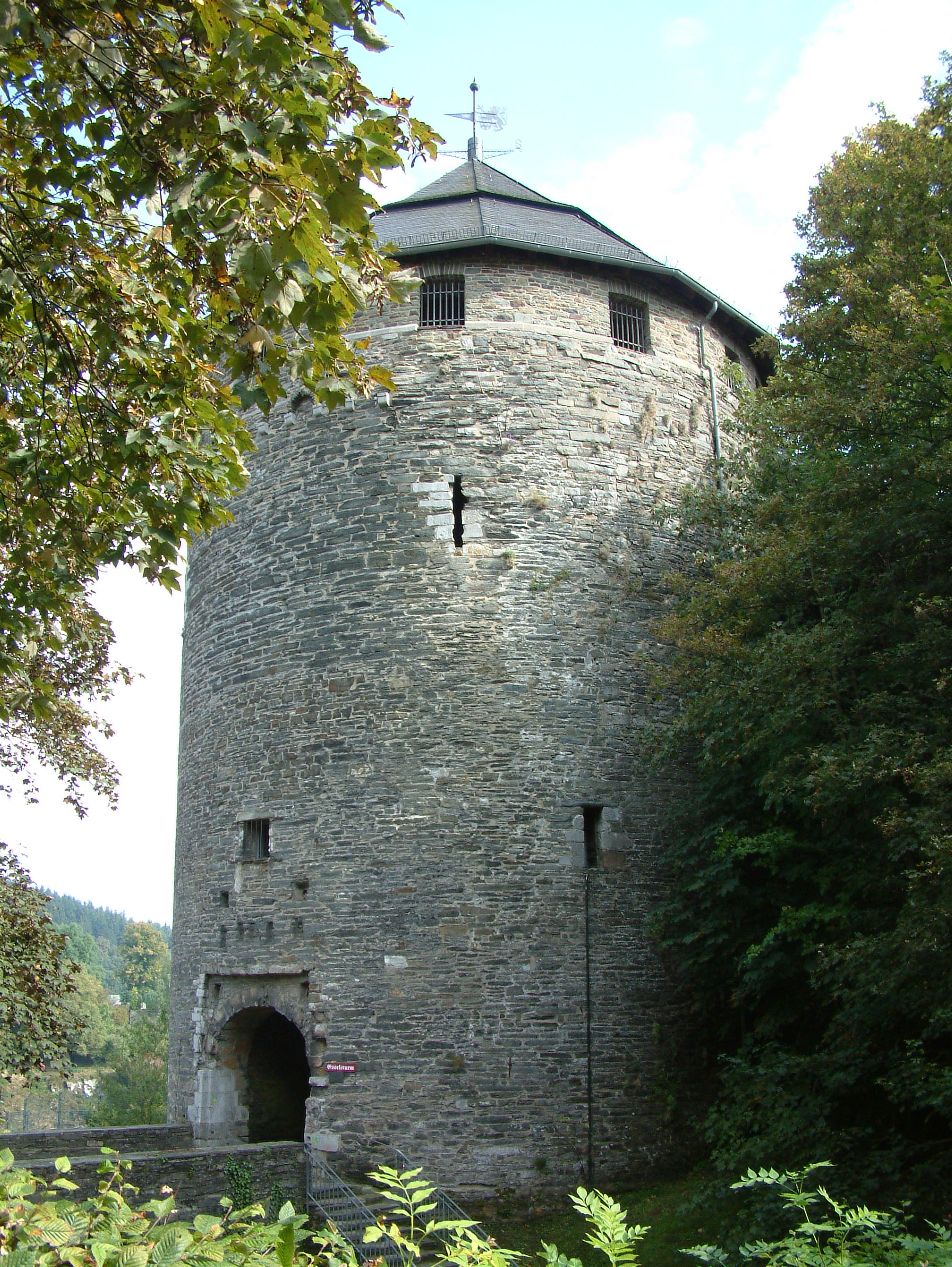
Stadtseitiger Zugang
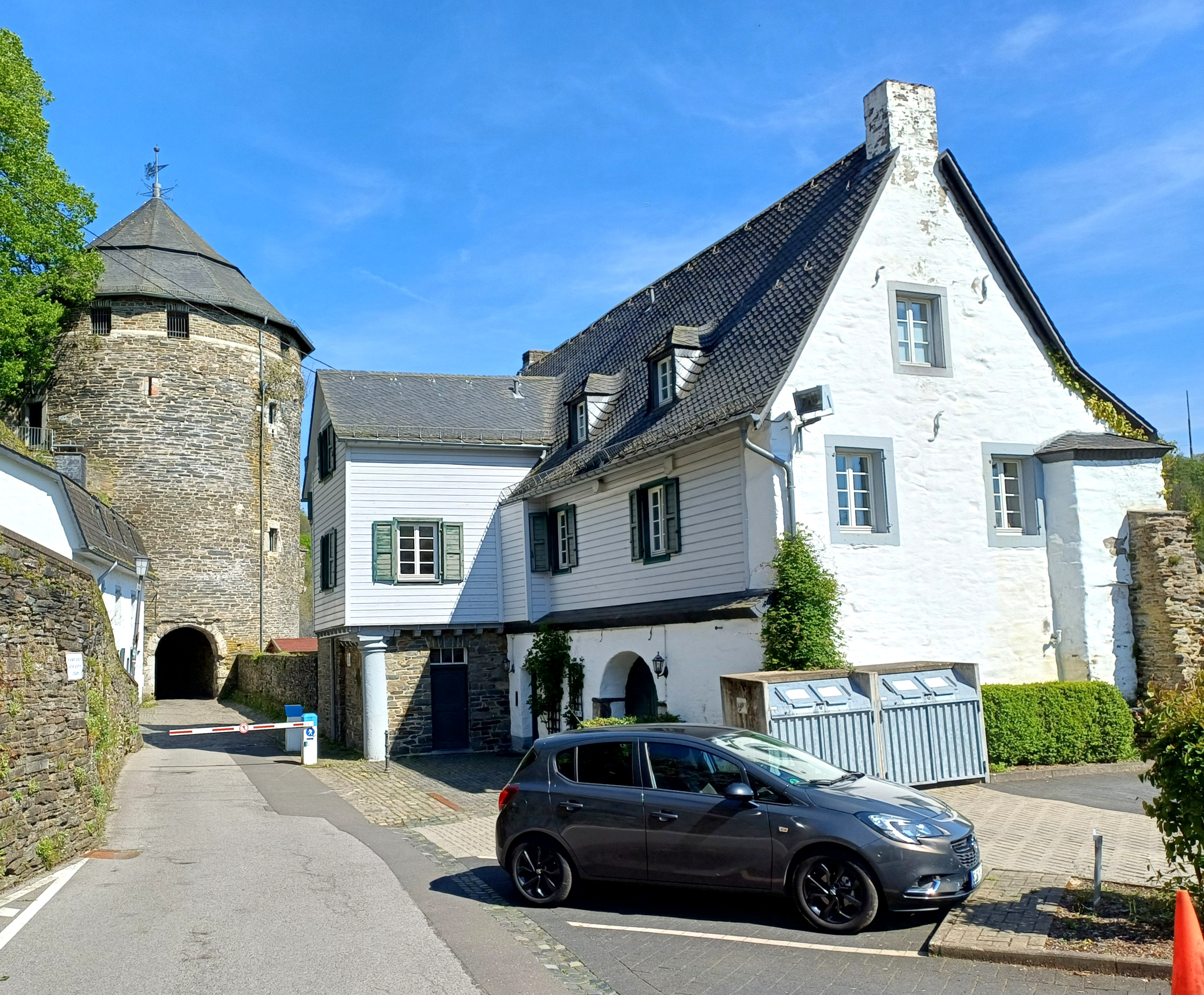
Burgseite mit Kommandanturgebäude
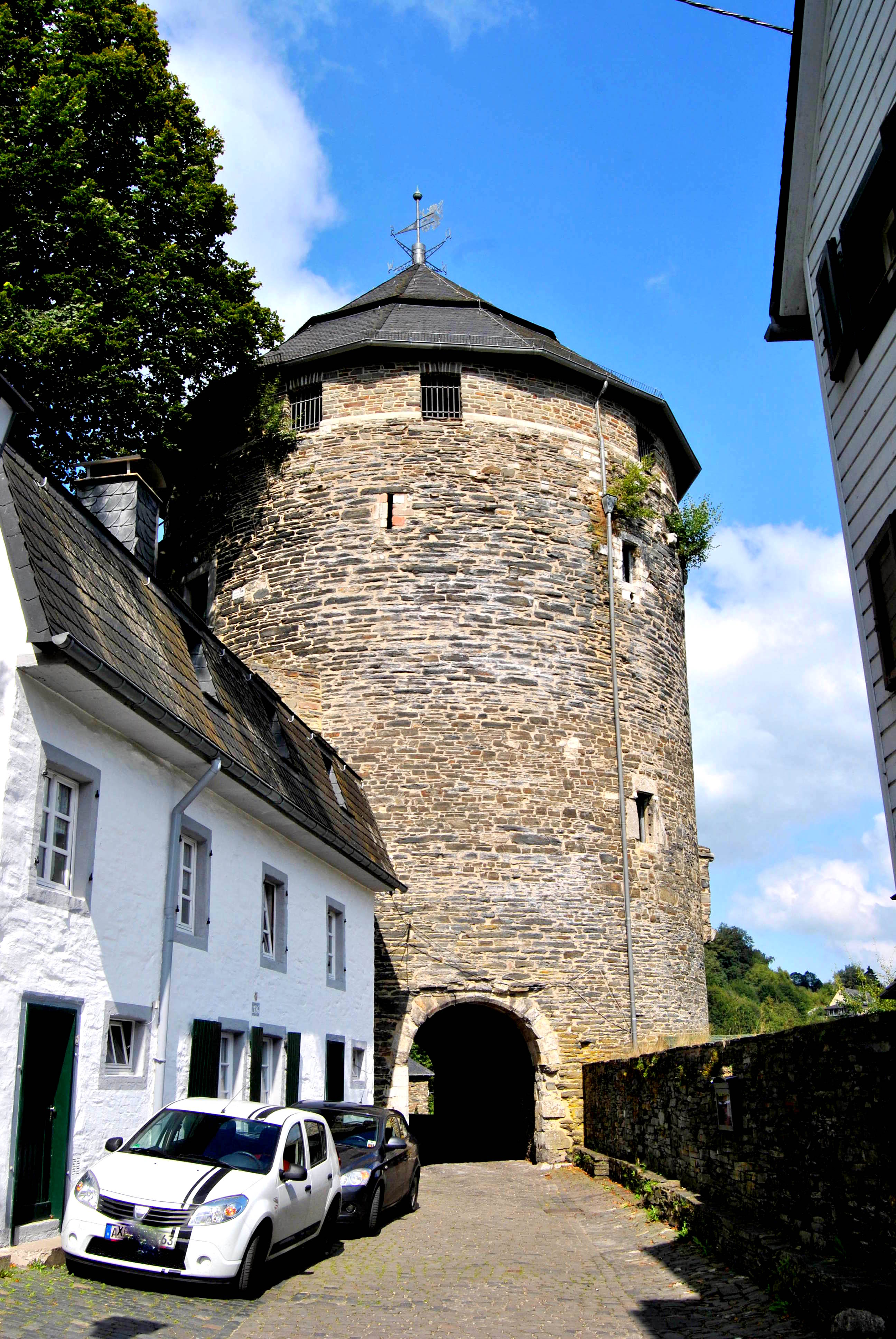
Burgseite mit Wachhaus

Im Zuge der Erweiterungsmaßnahmen des Burggeländes in den 1350er-Jahren wurde der Hauptzufahrtsbereich von der Stadt auf das Burggelände mit einem imposanten hohen Rundturm bestückt, der den Namen „Eselsturm“ erhielt. Um 1370 muss er offensichtlich fertiggestellt worden sein, da er in jenem Jahr erstmals urkundlich als „Neuer Turm“ erwähnt wird.
Der Zugang erfolgte von der Stadt aus über eine massive steinerne Bogenbrücke, die sich über den Halsgraben erstreckte. Der letzte offene Teil der Brücke wurde durch eine Zugbrücke überbrückt, die am Eselsturm angebracht war und deren dortige Aussparungen für die Verankerungen heute noch erkennbar sind.
Der Turm selbst wurde am Rande des Halsgrabens dreigeschossig auf einem hohen Unterbau errichtet. Im Erdgeschoss befindet sich die Tordurchfahrt mit gewölbter Decke und Rechteckblenden für die Aufnahme der ehemaligen Zugbrücke. Die kuppelartig überwölbten Obergeschosse sind durch rundlaufende Wandtreppen miteinander verbunden und mit jeweils fünf Schießkammern ausgestattet. An den Außenmauern des obersten Stockwerks lassen sich noch die Reste eines alten Rundbogenfrieses erkennen.
Im Jahr 1517 wurde der Eselsturm als Batterieturm für leichte Geschütze neu errichtet und steht seitdem hälftig im Halsgraben. Später erfolgte im 18. Jahrhundert noch der Bau eines kleinen quadratischen Wachhäuschens an der Stadtseite der Bogenbrücke.
Auch der Eselsturm war vom Verfall im 20. Jahrhundert betroffen. Im Rahmen der Generalsanierung der Burg im Jahr 1990 wurde er nach Aufzeichnungen aus dem 19. Jahrhundert wieder rekonstruiert sowie um eine Wehrplatte erhöht, die mit einem Haubendach versehen wurde.